# Triclistus aethiops
Triclistus aethiops là một loài tò vò trong họ Ichneumonidae.